# NGC 2508
NGC 2508 est une galaxie lenticulaire (ou elliptique ?) située dans la constellation du Petit Chien. NGC 2508 a été découverte par l'astronome germano-britannique William Herschel en 1784.

## Caractéristiques
Sa vitesse par rapport au fond diffus cosmologique est de 4 561 ± 17 km/s, ce qui correspond à une distance de Hubble de 67,3 ± 4,7 Mpc (∼220 millions d'al).
À ce jour, une mesure non basée sur le décalage vers le rouge (redshift) donne une distance d'environ 75,700 Mpc (∼247 millions d'al). Cette valeur est légèrement à l'extérieur des valeurs de la distance de Hubble. Notons cependant que c'est avec la valeur moyenne des mesures indépendantes, lorsqu'elles existent, que la base de données NASA/IPAC calcule le diamètre d'une galaxie et qu'en conséquence le diamètre de NGC 2508 pourrait être d'environ 39,1 kpc (∼128 000 al) si on utilisait la distance de Hubble pour le calculer.
Selon la base de données Simbad, NGC 2508 est une galaxie LINER, c'est-à-dire une galaxie dont le noyau présente un spectre d'émission caractérisé par de larges raies d'atomes faiblement ionisés.